# عمرو عرفة
عمرو عرفة (مواليد 9 ديسمبر 1962) هو مخرج أفلام مصري. عمل على إخراج العديد من الأفلام المميزة على غرار فيلم السفارة في العمارة للنجم عادل إمام، وكذا فيلم أفريكانو لأحمد السقا، وفيلم الشبح لأحمد عز.

## حياته ونشأته
هو الأخ الأصغر للمخرج شريف عرفة وابن المخرج سعد عرفة، في رصيده من الأفلام أفريكانو والسفارة في العمارة وجعلتني مجرما والشبح وابن القنصل وزهايمر وسمير أبو النيل وله فيلم لم يكتمل هو عربي تعريفة حيث توفى بطلة علاء ولي الدين أثناء تصويره وشارك في إخراج عدد من حلقات مسلسل لحظات حرجة عام 2007. و قام في عام 2014 بإخراج مسلسل سرايا عابدين.

## أعماله الفنية

### الأفلام
| من 30 سنة        | عماد                 | مني زكي - شريف منير - ميرفت أمين - صلاح عبد الله - نور                                                                         | 2016 |
| سمير أبو النيل   | احمد مكي             | |      |
| المصلحة          | أحمد السقا - ضيف شرف | أحمد حلمي - غادة عادل - حسن حسني - خالد أبو النجا - سامي مغاوري                                                                | 2013 |
| بابا             | د. حازم              | درة - صلاح عبد الله - خالد سرحان - إدوارد - نيكول سابا - هناء الشوربجي - مها أبو عوف - محمد وفيق - لطفي لبيب                   | 2012 |
| المصلحة          | حمزة أبو العزم       | أحمد عز - صلاح عبد الله - أحمد السعدني - محمد فراج - كندة علوش - حنان ترك - زينة - عمار شلق - تميم عبده                        | 2012 |
| سمير وشهير وبهير | ضيف شرف              | أحمد فهمي - شيكو - هشام ماجد - شريف رمزي                                                                                       | 2010 |
| ابن القنصل       | عصام                 | خالد صالح - غادة عادل - محمد متولي - سوسن بدر - هناء عبد الفتاح - خالد سرحان - مصطفى هريدي - مجدي كامل                         | 2010 |
| الديلر           | يوسف الشيخ           | مي سليم - خالد النبوي - هالة فاخر - سامي العدل - صبري عبد المنعم - طلعت زين - نضال الشافعي                                     | 2010 |
| إبراهيم الأبيض   | إبراهيم الأبيض       | محمود عبد العزيز - عمرو واكد - هند صبري - سوسن بدر                                                                             | 2009 |
| على جنب يا أسطى  | ضيف شرف              | أشرف عبد الباقي - خيرية أحمد - روجينا - أروى جودة - آسر ياسين - داوود حسين - زيزي البدراوي - أحمد رزق - سمير غانم - غريب محمود | 2008 |

## وصلات خارجية
- عمرو عرفة على موقع IMDb (الإنجليزية)
- عمرو عرفة على موقع قاعدة بيانات الأفلام العربية
- عمرو عرفة على موقع قاعدة بيانات الفيلم (الإنجليزية)